# Trébas
Trébas es una comuna francesa situada en el departamento de Tarn, en la región de Occitania.

## Demografía
| 322 | 304 | 289 | 326 | 311 | 347 | 410 |
| Para los censos de 1962 a 1999 la población legal corresponde a la población sin duplicidades (Fuente: INSEE [Consultar]) |     |     |     |     |     |     |